# Manifestations de 2015 en Roumanie
Les manifestations spontanées dans les rues de Roumanie, appelées par la presse : la révolution collective (Revoluția Colectiv), ou la révolution CTRL ALT DEL, ont commencé début novembre 2015 à Bucarest, à la suite de l'incendie de la discothèque Colectiv, pour réagir à la façon dont les autorités accordent des licences et inspectent les lieux publics, puis pour protester vis-à-vis de l'ensemble de la classe politique, considérée comme le principal responsable des problèmes sociaux de la société roumaine au cours des dernières décennies.
Le 1er novembre 2015, une marche commémorative des victimes de l'incendie a été organisée sur la place de l'Université de Bucarest, à laquelle ont participé 8 000 personnes. la foule s'est ensuite dirigée vers le lieu de la tragédie, où 2 000 autres personnes sont venues rendre un dernier hommage aux disparus.
À la suite de la déclaration du maire du secteur 4, Cristian Popescu Piedone, sur le fait qu'il n'a rien à redire, car de son point de vue, le club Collectif a fonctionné correctement d'un point de vue légal, un autre rassemblement a également été réalisé le 3 novembre 2015 sur la place de l'université pour demander sa démission.  Le rassemblement à Bucarest a commencé à 18 h et a compté 25 000 personnes jusqu'à sa fin à 1h30. Ils ont scandé des slogans et ont exigé la démission de Victor Ponta, Gabriel Oprea et Cristian Popescu Piedone.
Le lendemain, le 4 novembre 2015, quatre jours après l'incendie du club Collectif, Victor Ponta, le gouvernement roumain et le maire du secteur 4, Cristian Popescu Piedone, ont démissionné,.
En dépit des démissions annoncées et des déclarations de Victor Ponta, les manifestations se sont poursuivies les jours suivants et se sont étendues à la plupart des villes du pays, mais aussi à l'étranger, d'abord à Paris et à Londres, puis à Rome, Turin, Milan, Madrid, Copenhague, Berlin, New York, etc. Plus de 30 000 personnes se sont rassemblés dans les rues de Bucarest en criant : « Partout la corruption, nulle part la justice » („Peste tot corupție, nicăieri justiție”), « Mêmes parties, même misère » („Toate partidele, aceeași mizerie”), « Nous voulons des hôpitaux, pas des cathédrales » („Vrem spitale, nu catedrale”), "Collectif".  Des élections anticipées ont été demandées par certains, idée contestée par d'autres : « Nous voulons la justice, pas de l'anticipation » („Vrem dreptate, nu anticipate”). Dans tout le pays, la foule est sortie dans les rues : plus de 4 000 à Constanța (où la foule s’est arrêté devant le restaurant Beyrouth où trois jeunes ont été brûlés dans un incendie), plus de 4 000 à Timișoara, plus de 3 000 à Cluj-Napoca, Galați, Craiova, Oradea, Sibiu et Iași. Plus de 1 500 personnes se sont rendues à Bacău et plus de 1 000 à Buzău et à Alba Iulia, et des manifestations moins nombreuses ont été enregistrées à Ploiești, Focșani, Deva, Arad, Pitești, Târgu Jiu, Brașov, Botoșani, Hârlău, Vaslui, Piatra Neamț, Bârlad, Brăila.
Une semaine après le début des manifestations, leur intensité a beaucoup diminué.  Ainsi, le lundi 9 novembre, lors de la septième journée consécutive de manifestations, environ 400 personnes rassemblées sur la place de l’Université de Bucarest se sont entretenues sans chanter.

Le 10 novembre 2015, à 17 heures, le président Klaus Iohannis a nommé Dacian Cioloș Premier ministre de la Roumanie, le chargeant de former un gouvernement de technocrates. À la suite de cette décision, le huitième jour après le début de la manifestation, les manifestations de rue ont cessé. 